# Chiến tranh đổ bộ

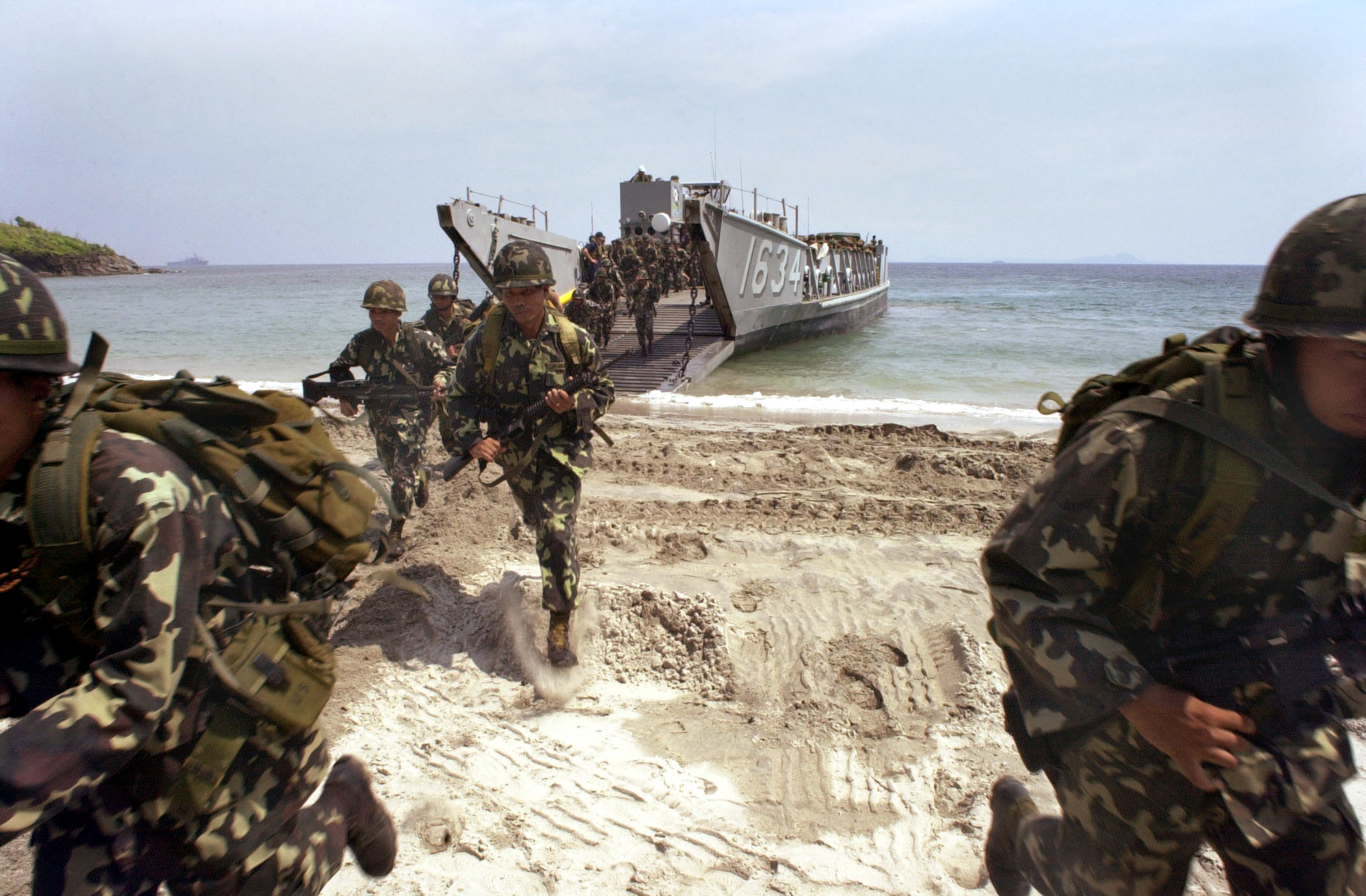
Đổ bộ binh lính lên bờ biển

Chiến tranh đổ bộ là loại hoạt động quân sự tấn công sử dụng các tàu hải quân và không quân đổ bộ vào một bờ biển có hoặc có thể có quân địch tại một bãi biển được xác định trước. Trong suốt lịch sử, các hoạt động này được tiến hành bằng cách sử dụng tàu thuyền làm phương tiện chính để đưa quân vào bờ. Kể từ Chiến dịch Gallipoli, tàu thủy chuyên dụng ngày càng được cải tiến và thiết kế để hiệu quả trong việc đổ bộ binh lính, xe quân sự và các phương tiện chiến tranh. Việc đổ bộ sử dụng nhiều loại phương tiện bao gồm cả thuyền bơm hơi hoặc tàu ngầm.
Thuật ngữ đổ bộ lần đầu được đề cập ở Anh và Mỹ trong những năm 1930 với việc ra mắt các loại xe như xe tăng đổ bộ Vickers-Carden-Loyd Light hoặc Xe đổ bộ trinh sát.
Chiến tranh đổ bộ bao gồm các hoạt động được xác định theo loại, mục đích, quy mô và phương tiện triển khai. Ở Anh Quốc hiện nay, những hoạt động này được gọi là hoạt động phối hợp các lực lượng hải quân, lục quân và không quân, họ tác chiến độc lập dưới quyền chỉ huy của mỗi lực lượng nhưng thực thi mục tiêu chung.
Kể từ thế kỷ 20, việc đổ bộ của quân đội trên một bãi biển được thừa nhận là phức tạp nhất trong các cuộc triển khai quân sự. Việc thực hiện đòi hỏi một sự phối hợp phức tạp của nhiều loại quân sự, bao gồm cả không quân, hỏa lực hải quân, vận tải hải quân, lập kế hoạch hậu cần, thiết bị chuyên dụng, chiến tranh đường bộ, chiến thuật và đào tạo rộng rãi loại nhiệm vụ này cho tất cả các nhân viên liên quan.